# District Ilimpiejski
District Ilimpiejski (Russisch: Илимпийский район; Ilimpiejski rajon) is een gemeentelijk district in het district Evenkiejski (een district met bijzondere status; tot 2006 autonoom district Evenkië genoemd) binnen de kraj Krasnojarsk in de Russische Federatie. Door het district stroomt de Beneden-Toengoeska.
District Ilimpijski is het noordelijkste en grootste van de drie gemeentelijke districten van district Evenkiejski. Met een oppervlakte van 497.600 km² (bijna even groot als Spanje) is het tevens het grootste gemeentelijke district van Rusland. Er wonen slechts 7.487 mensen (census 2010). Het bestuurlijk centrum is de plaats Toera, waar meer dan de helft van de inwoners van het gemeentelijk district woont. Andere plaatsen in het district zijn Jessej, Kislokan, Noginsk, Nidym, Toetontsjany, Oetsjami, Tsjirinda, Ekonda en Joekta.
Er bevindt zich een staatsbedrijf voor het verwerken van wild rendiervlees, de jacht, het maken van nationale Evenkische kleding, schoenen en souvenirs. Ook is er een steenkoolmijn. Ook zijn er afzettingen van diamanten en goud aangetroffen. Na het uiteenvallen van de Sovjet-Unie kwam de gemeente in een economische crisis, waarvan ze nog niet is hersteld.